# Evdokia Kadi

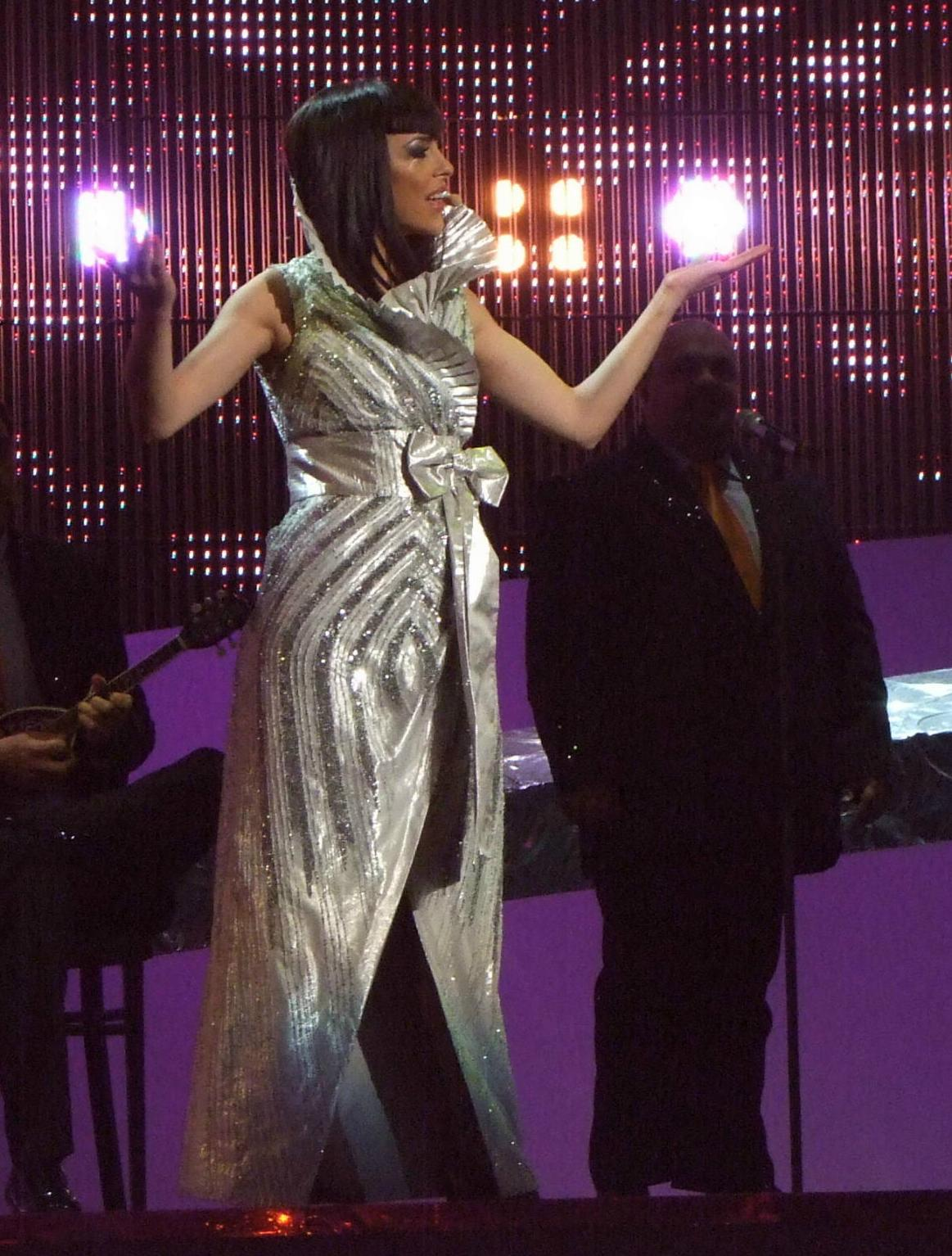
Evdokia Kadi beim Song Contest 2008

Evdokia Kadi (* 1981 in Nikosia, Zypern) ist eine zypriotische Sängerin, die ihre Karriere 2001 in einem Studentenclub der Universität Zypern in Nikosia begann.

## Eurovision Song Contest 2008
Im Jahre 2008 vertrat Kadi Zypern beim Eurovision Song Contest 2008 in Belgrad, Serbien.
Dazu nahm sie am 12. Januar an der zypriotischen Vorentscheidung zum Eurovision Song Contest teil. Ihr Song Femme fatale erhielt von den Telvotern die meisten Stimmen, eine ebenfalls stimmberechtigte Jury wählte ihren Beitrag jedoch nur auf Platz 3. Am Ende trennten sie 4 Punkte Abstand von ihrem Kontrahenten Nikolas Metaxas.
In Belgrad startete sie im zweiten Semifinale, wo sie auf Punkte aus Griechenland verzichten musste, da die Griechen ins erste Semifinale gelost wurden. Am Ende erreichte sie den 15. Platz aus 19 Teilnehmern. Dabei erhielt sie 36 Punkte aus folgenden Ländern:
- Vereinigtes Königreich – 12 Punkte für Zypern
- Bulgarien – 8 Punkte für Zypern
- Ungarn – 5 Punkte für Zypern
- Türkei – 4 Punkte für Zypern
- Georgien – 2 Punkte für Zypern
- Schweiz – 2 Punkte für Zypern
- Albanien – 2 Punkte für Zypern
- Serbien – 1 Punkt für Zypern